# Minorité magyare d'Autriche
La minorité magyare d'Autriche (en allemand : magyarische Minderheit Österreichs) désigne la minorité ethnique magyare vivant en Autriche. Celle-ci est essentiellement composée des Burgenlandmagyaren, les Magyars du Burgenland, dont les localités jouxtent la frontière hongroise.